# Koji Hachisuka
Koji Hachisuka (蜂須賀 孝治 Hachisuka Koji?, Tochigi, 20 de julio de 1990) es un exfutbolista japonés que jugaba como defensa.

## Trayectoria

### Clubes
| Club            | País  | Año       |
| --------------- | ----- | --------- |
| Vegalta Sendai  | Japón | 2012-2023 |
| Blaublitz Akita | Japón | 2024      |